# Today You Die
Today You Die (Alternativtitel: Steven Seagal – Today You Die) ist ein US-amerikanischer, im Jahr 2005 direkt auf Video veröffentlichter Actionfilm des Regisseurs Don E. FauntLeRoy mit Steven Seagal in der Hauptrolle.

## Handlung
Der professionelle Dieb Harlan Banks verteilt seine Beute vorzugsweise an Bedürftige. Auf Drängen seiner Freundin beschließt er eines Tages, in ein normales Leben zurückzukehren, zumal seine Aktivitäten immer riskanter werden. Als er einen Job als Fahrer eines gepanzerten Lastwagens annimmt, muss er jedoch bald feststellen, dass seine vermeintlichen Partner sich gegen ihn verschworen haben. Er wird von der Polizei festgenommen und zu Unrecht des Raubmordes angeklagt. Während der Haftzeit lernt er den Mitinsassen Ice Cool kennen, mit dem er einen gemeinsamen Ausbruch plant und auch durchführt, um sich an seinen Verrätern zu rächen.

## Kritik
David Nusair schrieb, keiner der vielen nach 2000 veröffentlichten Filme mit Steven Seagal sei gut. Sie würden zwischen mittelmäßig und furchtbar schwanken, dieser Film gehöre der ersten Kategorie an. Er sei wie die anderen schrecklich routiniert und vorhersehbar. Man sehe ihm das niedrige Budget an.